# Phlyctaenichthys pectinatus
Phlyctaenichthys pectinatus è un pesce osseo estinto, appartenente ai redfieldiiformi. Visse nel Triassico medio (Anisico, circa 245 milioni di anni fa) e i suoi resti fossili sono stati ritrovati in Australia. 

## Descrizione
Questo pesce era di medie dimensioni, e poteva raggiungere i 20 centimetri di lunghezza. Possedeva un corpo relativamente slanciato ma robusto, terminante in una testa allungata ma dal muso corto e arrotondato. Gli occhi erano molto grandi, mentre l'apertura boccale era notevolmente ampia. La pinna dorsale, piuttosto grande, si trovava appena dopo la metà del corpo, pressoché opposta alle pinne ventrali (di piccole dimensioni). La pinna anale era più arretrata e anch'essa di piccole dimensioni. Nella linea mediana dorsale, subito prima della pinna caudale, vi era una serie di grandi scaglie appuntite. La pinna caudale era ampia e profondamente biforcuta. Le scaglie erano disposte in file diagonali, e nella zona dei fianchi erano particolarmente alte. Phlyctaenichthys si differenziava dagli altri redfieldiiformi per la presenza di un suspensorium quasi verticale e di numerose ossa suborbitali; negli altri redfieldiiformi era presente un singolo suborbitale, e si suppone che in Phlyctaenichthys queste strutture sia il risultato della frammentazione di un singolo osso suborbitale e forse anche dell'opercolare.

## Classificazione
Phlyctaenichthys è un membro dei redfieldiiformi, un gruppo di pesci attinotterigi arcaici vissuti tra il Triassico e il Giurassico inferiore. In particolare, sembra che Phlyctaenichthys fosse uno stretto parente del ben noto Brookvalia, dal quale si differenziava per una serie di caratteri osteologici. 
Phlyctaenichthys pectinatus venne descritto per la prima volta da Wade nel 1935, sulla base di resti fossili ritrovati nella zona di Brookvale, nel Nuovo Galles del Sud in Australia.

## Paleoecologia
Probabilmente questo pesce era di abitudini gregarie.